# Ecce Homo (Bosch, Frankfurt)
Ecce Homo é uma pintura do episódio da Paixão de Jesus do pintor holandês Hieronymus Bosch, pintada entre 1475 e 1485. A versão original, com uma proveniência em coleções em Ghent, está no Städel, em Frankfurt; uma cópia está guardada no Museu de Belas Artes de Boston. A pintura tem seu título das palavras latinas Ecce Homo, "Eis o Homem" ditas pelo Governador romano Pôncio Pilatos quando Jesus é desfilado diante de uma multidão enfurecida em Jerusalém antes de ser enviado para a Crucificação.